# Kraft zum Leben
Kraft zum Leben (Originaltitel: Power for Living) ist ein Buch, das 2001 in deutscher Sprache erschien und im Rahmen einer evangelistischen Aktion von der Arthur S. DeMoss-Stiftung kostenlos bestellt werden konnte. Der Originaltitel erschien in den USA bereits 1983 und wurde weltweit verteilt, in japanischer Sprache erschien das Buch 2007. Die Gesamtauflage lag zu diesem Zeitpunkt im hohen zweistelligen Millionenbereich, der konkret nicht genannt wird. In den USA wurde das Buch rund 13 Millionen Mal verteilt.

## Vertrieb
Kraft zum Leben wurde in Deutschland mit großem Aufwand in den Medien durch Fernsehspots, ganzseitige Zeitschriftannoncen und auf bundesweit ca. 12.000 Plakatwänden beworben. In Deutschland wurde vor allem kritisiert, dass die Kampagne einerseits ihre Urheber verschleierte und andererseits als Import aus den USA ohne jeden Kontakt zu den einheimischen christlichen Kirchen und Organisationen erfolgte. Für die Werbeaktionen wurden unter anderem Bernhard Langer, Cliff Richard und Paulo Sérgio verpflichtet, die auch im Buch selbst zu Wort kommen. Einige anfängliche Unterstützer zogen nach den kritischen Reaktionen auf die Kampagne und nach Bekanntwerden von Informationen zur Arthur S. DeMoss-Stiftung ihre Unterstützung zurück. Nachdem die Gemeinsame Stelle Werbung der Landesmedienanstalten darauf hingewiesen hatte, dass religiöse Werbung durch den Rundfunkstaatsvertrag verboten sei, stellten einige Privatsender wie ProSieben und Sat.1 die Ausstrahlung der Spots ein, andere wie RTL strahlten sie weiter aus.

## Inhalt
In der Einführung des Buches stellen zahlreiche Prominente vor, wie sie ihren Weg zu Gott gefunden haben, im weiteren Verlauf des Buches werden dem Leser anhand von Praxisbeispielen Wege zu Gott erklärt.

## Kritik
Seitens der evangelischen Kirche wurde das Buch häufig kritisiert, in eher evangelikalen Organisationen wurde es auch positiv aufgenommen, wie z. B. in der Evangelischen Allianz.
Hartmut Steeb, Generalsekretär der Deutschen Evangelischen Allianz, begrüßt die Kampagne: „Alles, was der Verbreitung des Evangeliums dient, ist uns willkommen.“ Er bedauert, dass die Stiftung nicht im Vorfeld zu einem gemeinsamen Vorgehen eingeladen hat.
Laut Reinhard Hempelmann von der Evangelischen Zentralstelle für Weltanschauungsfragen ist Kraft zum Leben „in seiner inhaltlichen Ausrichtung dem Spektrum des konservativen Evangelikalismus zuzuordnen … Die Sprache des Buches bleibt auf den Binnenbereich einer bestimmten Frömmigkeitsform beschränkt. Auf eine Darlegung des Zusammenhangs zwischen Glauben und Handeln wird verzichtet … Der christliche Glaube wird vor allem unter der Perspektive der individuellen Rettung und Vergewisserung gesehen. Die Aktion versteht sich als Literaturmission.“ Michael Utsch, ebenfalls von der Evangelischen Zentralstelle für Weltanschauungsfragen – und von verschiedenen Medien als entschiedener Kritiker von Kraft zum Leben bezeichnet – sieht das Buch dagegen „sauber evangelikal gehalten“, es „könne gut als Anknüpfungspunkt für Gespräche über den christlichen Glauben genutzt werden“. Er kritisiert jedoch, dass der Leser zwar aufgefordert wird, Kontakt zu einer bibeltreuen Gemeinde aufzunehmen, jedoch keine Anlaufstellen genannt bekommt.

## Stiftung
Die Arthur S. DeMoss-Stiftung wurde 1955 vom Versicherungsunternehmer Arthur S. DeMoss in Palm Beach, Florida gegründet. Nach seinem Tod im Jahre 1979 übernahm dessen Witwe die Leitung der Stiftung mit einem Stiftungsvermögen von 359 Mio. US$. Die Stiftung gehört zum fundamentalistischen evangelikalen Spektrum in den USA und unterstützt dort vor allem die Aktivitäten der christlichen Rechten finanziell.